# Wełna (rzeka)

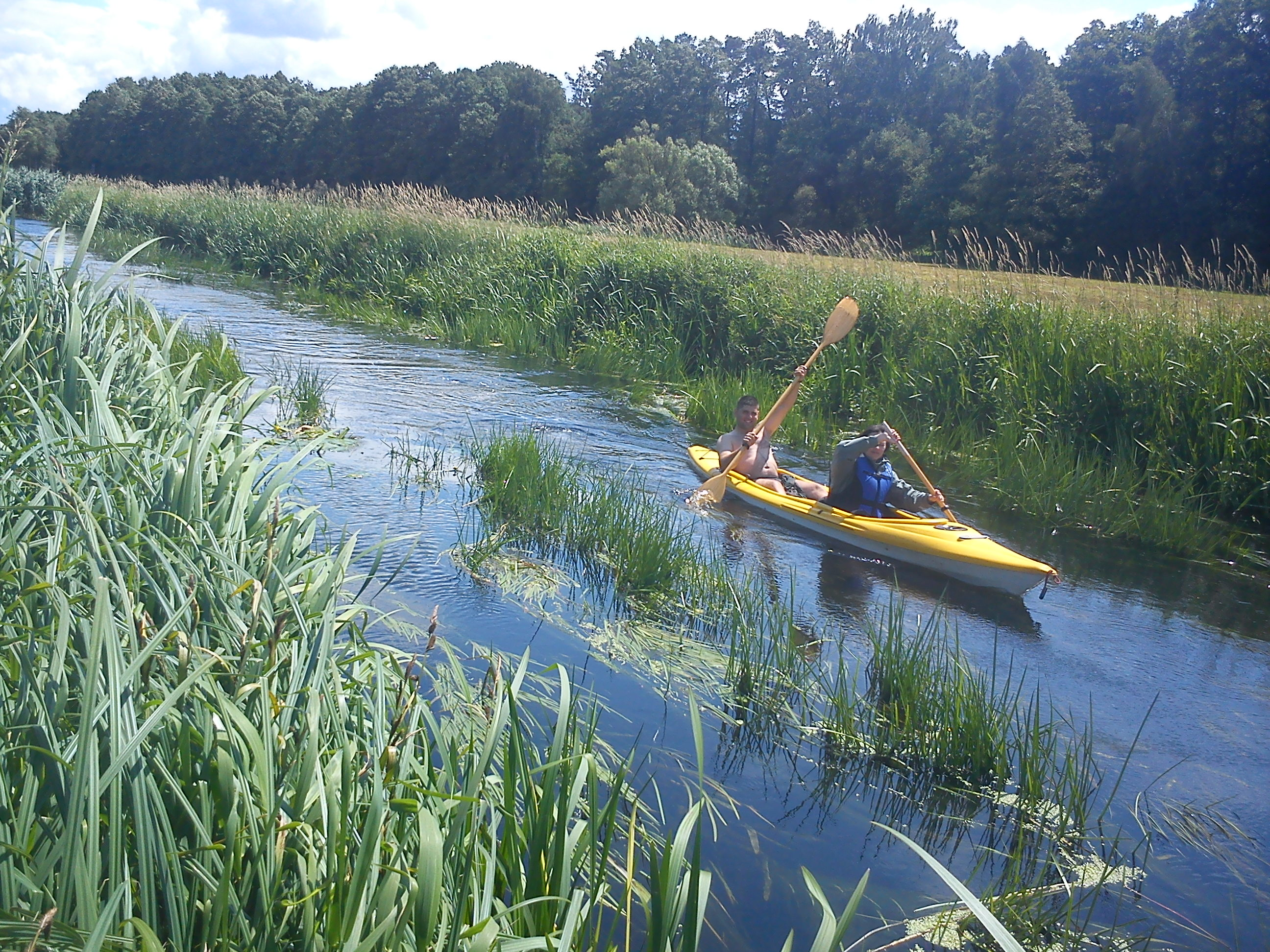
Spływ szlakiem kajakowym Wełny

Wełna – rzeka w zachodniej Polsce, prawy dopływ Warty o długości 118 km i powierzchni dorzecza 2621 km². Płynie przez Pojezierze Gnieźnieńskie, Pojezierze Chodzieskie i Kotlinę Gorzowską, w woj. wielkopolskim i kujawsko-pomorskim.

## Opis i przebieg

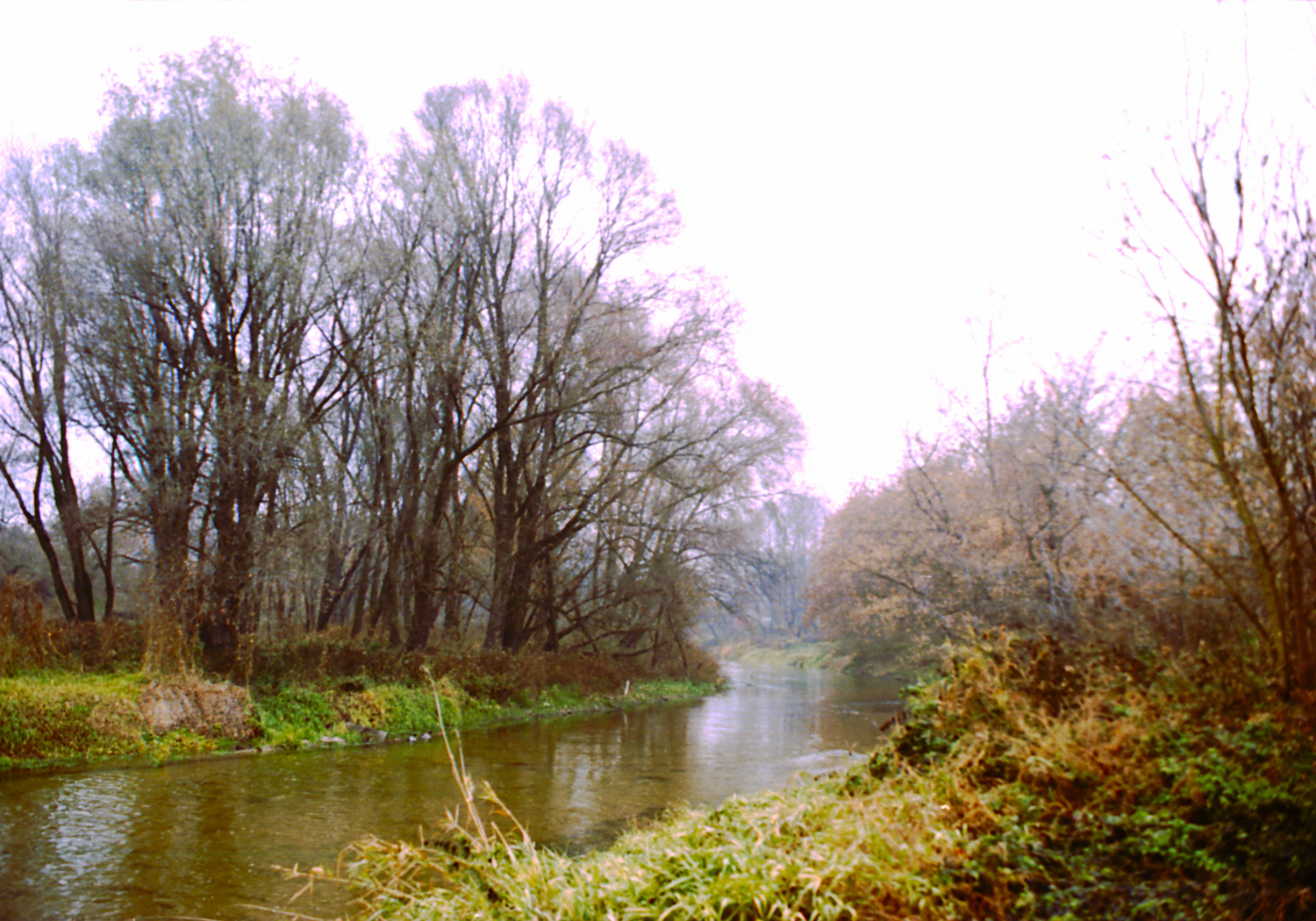
Oborniki, rezerwat Słonawy

Rzeka wypływa we wsi Osiniec koło Gniezna, w górnym i środkowym biegu przepływa przez wiele jezior (m.in. Wierzbiczańskie, Jankowskie, Strzyżewskie, Piotrowskie, Ławiczno, Biskupiec, Zioło, Rogowskie, Tonowskie), do Warty uchodzi w Obornikach. W Wągrowcu Wełna krzyżuje się z Nielbą.
W dolinie Wełny znajduje się kilka rezerwatów: Promenada (florystyczny), Wełna (wodny) i Słonawy (wodny).
W czerwcu 2011 roku na rzece ukończono budowę Małej Elektrowni Wodnej zlokalizowanej w Obornikach. Elektrownia posiada moc 330 kW. Zamontowano w niej dwa hydrozespoły. Rocznie może wyprodukować 1440 MWh energii elektrycznej.

## Przyroda
Szczególne warunki morfologiczne (górski częściowo charakter) powodują, że w Wełnie żyją charakterystyczne gatunki flory i fauny, często zagrożone rozwojem cywilizacyjnym (zwłaszcza pracami melioracyjnymi i hydrotechnicznymi od początku XX wieku). Są to m.in. głowacz białopłetwy (prawdopodobnie jedyne stanowisko w Wielkopolsce), różanka, koza (ryba), śliz, czy minóg strumieniowy. Od początku XXI wieku naukowcy z Zakładu Rybactwa Śródlądowego i Akwakultury Uniwersytetu Przyrodniczego w Poznaniu zarybiają rzekę narybkiem troci wędrownej, celem wzmocnienia istniejącej populacji. Pierwsze działania w tym zakresie podjęto w 2008, a w 2009 wpuszczono do Wełny pierwsze okazy troci ze stawów hodowlanych Zakładu Doświadczalnego w Muchocinie. Rozważana jest obecnie możliwość dodatkowego zarybienia łososiem szlachetnym i pstrągiem potokowym (tego drugiego gatunku nigdy tu nie notowano – celem jest zwiększenie bioróżnorodności ekosystemu). Wymienionym wyżej rybom sprzyja chłodna, bystra woda i kamieniste dno, co jest konieczne do odbywania tarła.

## Dopływy
W kolejności od źródeł do ujścia.
- Struga Gnieźnieńska (L)
- Bielawka (L)
- Rudka (P)
  - Dymnica (P)
- Mała Wełna (L)
- Flinta (P)

Ważniejsze miejscowości nad Wełną: Jankowo Dolne, Strzyżewo Kościelne, Rogowo, Janowiec Wielkopolski, Mieścisko, Wągrowiec, Pruśce, Rogoźno, Dziewcza Struga, Wełna, Kowanówko, Oborniki, Jaracz.

## Szlak kajakowy
Wełna jest dość popularnym szlakiem kajakowym, dostępnym na odcinku 113,5 km (od jeziora Jankowskiego do ujścia do Warty). Najbardziej urozmaicony jest dolny bieg, począwszy od Rogoźna. Skala trudności oceniana jest na ZWB-ZWC (łatwy, miejscami nieco trudny), uciążliwość na U2-3 (nieco lub dość uciążliwy), a malowniczość na ** (malowniczy).